# Maidstone United FC (1897)
El Maidstone United FC fue un equipo de fútbol de Inglaterra que jugó en la Football League Two, la cuarta división del fútbol en el país.

## Historia
Fue fundado en Maidstone (Kent) en 1897, y en sus inicios participó en las ligas aficionadas de Inglaterra hasta que en 1971 se unió a la Southern League, una liga semiprofesional en el país, donde casi logra ascender en su año de debut.
En 1979 se convirtió en uno de los equipos fundadores de la Alliance Premier League, la que actualmente es conocida como la conference National, ganando la liga en dos ocasiones y ascendiendo a la Football League Two en 1989.

### Colapso
El club comenzó a tener problemas financieros, iniciado por el hecho de los costos de mantener a un equipo en The Football League, el hecho de la disminución en la asistencia a los partidos, así también de que el estadio no reunía las condiciones para tener partidos profesionales, por lo que el club tenía que jugar sus partidos de local en Dartford, debido a que el consejo de la ciudad no quería dar los fondos para acondicionar la sede. El problema financiero fue tan grande que toda la plantilla de jugadores se puso a la venta para la temporada 1991/92.
La consecuencia de la venta de jugadores fue la de que el club quedó con una planilla futbolísticamente pobre, pero salvaron la categoría. En la temporada siguiente nace la FA Premier League y se reestructura el fútbol en Inglaterra, convirtiéndose en uno de los equipos fundadores de la Football League One, pero al terminar la temporada, el club contrajo una deuda de 650000 libras esterlinas, la cual no pudieron cancelar ni vendiendo a sus mejores jugadores.
En el partido ante el Scunthorpe United FC el 15 de agosto de 1992 el club solo pudo registrar a dos jugadores, y su estadio fue vendido un mes antes, con lo que el club no tenía donde jugar de local, por lo que el partido se canceló.
Se hizo un plan de emergencia para reubicar al club en el noreste de Inglaterra y fue fusionarlo con el Newcastle Blue Star FC, quien había sido expulsado de la Football League, pero el 17 de agosto el club fue liquidado, siendo excluido de la FA Cup en la primera ronda cuando iba a enfrentar al Reading FC. Su último partido en una competición fue ante el Doncaster Rovers FC el 2 de mayo de 1992, con victoria del Doncaster con marcador de 0-3.

### Retorno
En 1992 nació el Maidstone United FC, pero adquirió su nombre original en 1994 —entre 1992 y 1994, fue conocido como Maidstone Invicta—.

## Palmarés
- Football Conference (2): 1983–84, 1988–89
- Challenge Shield (1): 1989–90
- Southern League (1): 1972–73
- Corinthian League (1): 1955–56
- Memorial Shield (1): 1955–56
- Kent League (3): 1898–99, 1899–1900, 1900–01
- Division One (2): 1921–22, 1922–23
- Kent Amateur League (1): 1978–79
- Kent Cup (2): 1978–79, 1979–80
- East Kent League Division One (2): 1897–98, 1898–99
- Thames & Medway Combination (5): 1905–06, 1906–07, 1912–13, 1920–21, 1921–22
- Section B (1): 1910–11
- Essex & Herts Border Combination (2): 1983–84, 1986–87
- Essex Cup (1): 1983–84
- Sportsmanship Shield (1): 1986–87
- Eastern Floodlight League (1): 1976–77
- S. Thames Section (1): 1975–76
- Kent Senior Cup (18): 1898–99, 1900–01, 1902–03, 1906–07, 1908–09, 1910–11, 1912–13, 1913–14, 1919–20, 1921–22, 1922–23, 1965–66, 1975–76, 1978–79, 1979–80, 1981–82, 1988–89, 1989–90
  - Runners-Up (11): 1898–99, 1900–01, 1920–21, 1963–64, 1973–74, 1974–75, 1977–78, 1979–80, 1983–84, 1986–87, 1987–88
- Kent Amateur Cup (3): 1955–56, 1960–61, 1961–62
- Kent Floodlight Cup (1): 1972–73
- Kent Floodlight Trophy (2): 1976–77, 1977–78
- Kent Messenger Trophy (1): 1973–74
  - Runners-Up (1): 1974–75
- B&W Champions Cup (1): 1987–88
- F. Budden Trophy (1): 1984–85
- Stutchbury Fuels Challenge Cup (1): 1986–87
- West Kent Challenge Cup (1): 1979–80
- Anglo-Dutch Jubilee Cup (1): 1977–78
- Bromley Hospital Cup (1): 1961–62